# Валя-Станчулуй (комуна)
Валя-Станчулуй (рум. Valea Stanciului) — комуна у повіті Долж в Румунії. До складу комуни входять такі села (дані про населення за 2002 рік):
- Валя-Станчулуй (3555 осіб)
- Хорезу-Поєнарі (2759 осіб)

Комуна розташована на відстані 184 км на захід від Бухареста, 38 км на південь від Крайови.

## Населення
За даними перепису населення 2002 року у комуні проживали 6314 осіб.
Національний склад населення комуни:
| Національність | Кількість осіб | Відсоток |
| -------------- | -------------- | -------- |
| румуни         | 5958           | 94,4%    |
| цигани         | 356            | 5,6%     |

Рідною мовою назвали:
| Мова      | Кількість осіб | Відсоток |
| --------- | -------------- | -------- |
| румунська | 5987           | 94,8%    |
| циганська | 327            | 5,2%     |

Склад населення комуни за віросповіданням:
| Релігія                             | Кількість осіб | Відсоток |
| ----------------------------------- | -------------- | -------- |
| православні                         | 6302           | 99,8%    |
| адвентисти                          | 5              | 0,1%     |
| лютерани (Аугсбурзького сповідання) | 3              | < 0,1%   |
| баптисти                            | 1              | < 0,1%   |
| бретрени                            | 1              | < 0,1%   |